# Амирет (тауншип, Миннесота)
Амирет (англ. Amiret) — тауншип в округе Лайон, Миннесота, США. На 2000 год его население составило 230 человек.

## География
По данным Бюро переписи населения США площадь тауншипа составляет 94,0 км², из которых 94,0 км² занимает суша, водоёмов нет.

## Демография
По данным переписи населения 2000 года здесь находились 230 человек, 85 домохозяйств и 71 семья.  Плотность населения —  2,4 чел./км².  На территории тауншипа расположено 95 построек со средней плотностью 1,0 построек на один квадратный километр. Расовый состав населения: 100 % белых.
Из 85 домохозяйств в 30,6 % воспитывались дети до 18 лет, в 83,5 % проживали супружеские пары и в 15,3 % домохозяйств проживали несемейные люди. 11,8 % домохозяйств состояли из одного человека, при том 5,9 % из — одиноких пожилых людей старше 65 лет. Средний размер домохозяйства — 2,71, а семьи — 2,96 человека.
25,2 % населения — младше 18 лет, 7,0 % — в возрасте от 18 до 24 лет, 23,9 % — от 25 до 44, 30,4 % — от 45 до 64, и 13,5 % — старше 65 лет. Средний возраст — 43 года. На каждые 100 женщин приходилось 96,6 мужчин.  На каждые 100 женщин старше 18 приходилось 104,8 мужчин.
Средний годовой доход домохозяйства составлял 49 375 долларов, а средний годовой доход семьи —  55 250 долларов. Средний доход мужчин —  29 583  доллара, в то время как у женщин — 21 875. Доход на душу населения составил 16 683 доллара. За чертой бедности находились 9,5 % семей и 13,2 % всего населения тауншипа, из которых 19,4 % младше 18 лет.